# The Road to Rampton
The Road to Rampton je album anglické punk rockové kapely Anti-Nowhere League. Bylo také speciálně vydáno jako sběratelská edice na vinylu i na CD.

## Seznam skladeb
1. Good As It Gets
2. Short, Sharp, Shock
3. Unwanted
4. Never Drink Alone
5. Mother… You're A Liar
6. Turn To Shit
7. Bitter And Twisted
8. Time Is Running Out
9. Run
10. Beware The Madman
11. Big Yellow Moon
12. My Gods Bigger Than Yours
13. Medication
14. Self Harm
15. The End Of The Day
16. Rampton